# Affaire de Barraket Essahel
L'affaire de Barraket Essahel est une opération de décapitation de l'armée tunisienne survenue entre avril et juillet 1991 à l'initiative du régime de Zine el-Abidine Ben Ali. Elle touche 244 militaires soit 25 officiers supérieurs, 88 officiers, 82 sous-officiers et 49 hommes de troupe.
Elle tire son nom d'un hameau, situé aux environs d'Hammamet, qui aurait servi le 6 janvier 1991, selon le scénario établi par la police politique de l'époque, de lieu de réunion pour des militaires préparant un coup d'État présumé.

## Déroulement
Le 22 mai 1991, lors d'une conférence de presse, le ministre de l'Intérieur Abdallah Kallel annonce la découverte d'un complot visant à renverser le régime en place : il accuse le mouvement Ennahdha d'avoir préparé un coup d'État et d'avoir infiltré l'institution militaire. Cette manipulation, conçue par les services de sûreté de l'État, réussit à convaincre l'opinion publique.
Les militaires accusés à tort sont arrêtés, livrés au ministère de l'Intérieur et torturés. 151 sont ensuite relâchés et 93 déférés devant la justice où ils écopent de peines de trois à seize ans de prison. Tous sont révoqués de l'armée avec la perte de tous leurs droits statutaires (pension, soins dans les hôpitaux militaires, etc.).
L'opération est exécutée par le ministère de l'Intérieur, en collaboration avec le ministre de la Défense nationale Habib Boularès ; le premier assume sa responsabilité juridique dans l'usage systématique de la torture à l'encontre des militaires, le second sa double responsabilité juridique et morale. En outre, ce dernier se déleste de ses prérogatives en tant que ministère régalien en livrant ses membres en uniforme à la police politique alors qu'il possède les structures compétentes pour mener les enquêtes et juger les délits éventuels.
Le 23 juin, Kallel reçoit un groupe d'officiers supérieurs parmi ceux qui ont été arrêtés et torturés et leur présente ses excuses

## Conséquences
Bien qu'ils aient été reconnus innocents, ces militaires ne sont pas autorisés à réintégrer les rangs de l'armée, en application des instructions personnelles du président Ben Ali, par ailleurs commandant en chef des forces armées.
Durant deux décennies, ces militaires et leurs familles font l'objet de harcèlements continus de la part de la police ; ils sont par ailleurs empêchés d'obtenir un emploi, de voyager, etc. Au cours de cette période, l'affaire est maintenue sous une chape de plomb par le régime.
C'est au lendemain de la révolution de 2011 que les militaires victimes de la répression s'organisent pour porter l'affaire sur la place publique. En juin 2011, l'association INSAF - Justice pour les anciens militaires est créée par un groupe d'officiers à la retraite. Cette association prend en charge la défense de leur cause auprès de l'institution militaire afin de parvenir à la réhabilitation officielle des victimes et au recouvrement de tous leurs droits, avec une juste réparation des préjudices subis ; elle cherche également à médiatiser l'affaire afin d'éviter qu'elle ne puisse se reproduire.
Un groupe d'officiers intente alors une action auprès des tribunaux pour poursuivre leurs tortionnaires, action qui permet l'arrestation pour crime de torture de Kallel, de Mohamed Ali Ganzoui (directeur de la sûreté de l'État de l'époque) et d'autres agents. Le 29 novembre 2011, la chambre correctionnelle du tribunal militaire permanent de première instance de Tunis rend son verdict dans le cadre du premier procès post-révolutionnaire contre les crimes de torture commis par l'ancien régime : Ben Ali lui-même est condamné à cinq ans de prison, Kallel et Ganzoui à quatre ans de prison ; d'autres anciens hauts responsables, tels que Ezzeddine Jnayeh, Zouhaier Redissi, Houcine Jallali et Bechir Redissi, sont aussi condamnés à cinq ans de prison. Le 7 avril 2012, Kallel, Ganzoui et deux autres inculpés sont condamnés en appel à deux ans de prison.
Les militaires entament également des démarches auprès du ministère de la Défense et obtiennent des cartes de soins militaires, l'inscription de leur statut sur leur carte d'identité, la récupération de leurs cotisations dans la mutuelle de l'armée, une carte d'accès aux mess et la possibilité de se présenter devant la commission de réforme. 
Le 23 juin 2012, le président Moncef Marzouki présente  les excuses officielles de l'État aux victimes, à l'occasion du 56e anniversaire de l'armée. En outre, les victimes et leurs familles sont reçues le 10 décembre, journée de célébration de la Déclaration universelle des droits de l'homme, par le président au palais présidentiel de Carthage.
Le 17 avril 2014, le gouvernement Jomaa approuve un projet de loi octroyant une pension de retraite et une couverture-santé aux 151 militaires qui n'ont pas rempli les conditions pour bénéficier de l’amnistie générale. Le 11 juin, l'assemblée constituante vote à l'unanimité ce texte, réhabilitant du même coup l'ensemble du groupe. Le ministre de la Défense, Ghazi Jeribi, indique par ailleurs que les militaires recevront les honneurs et porteront la tenue réglementaire à l'occasion du 58e anniversaire de l'armée, qui est célébré le 24 juillet au palais présidentiel de Carthage en présence des familles des victimes.
Le 1er avril 2016, Ezzeddine Jnayeh est condamné à nouveau à trois ans de prison avec sursis.